# Танаїс (місто)

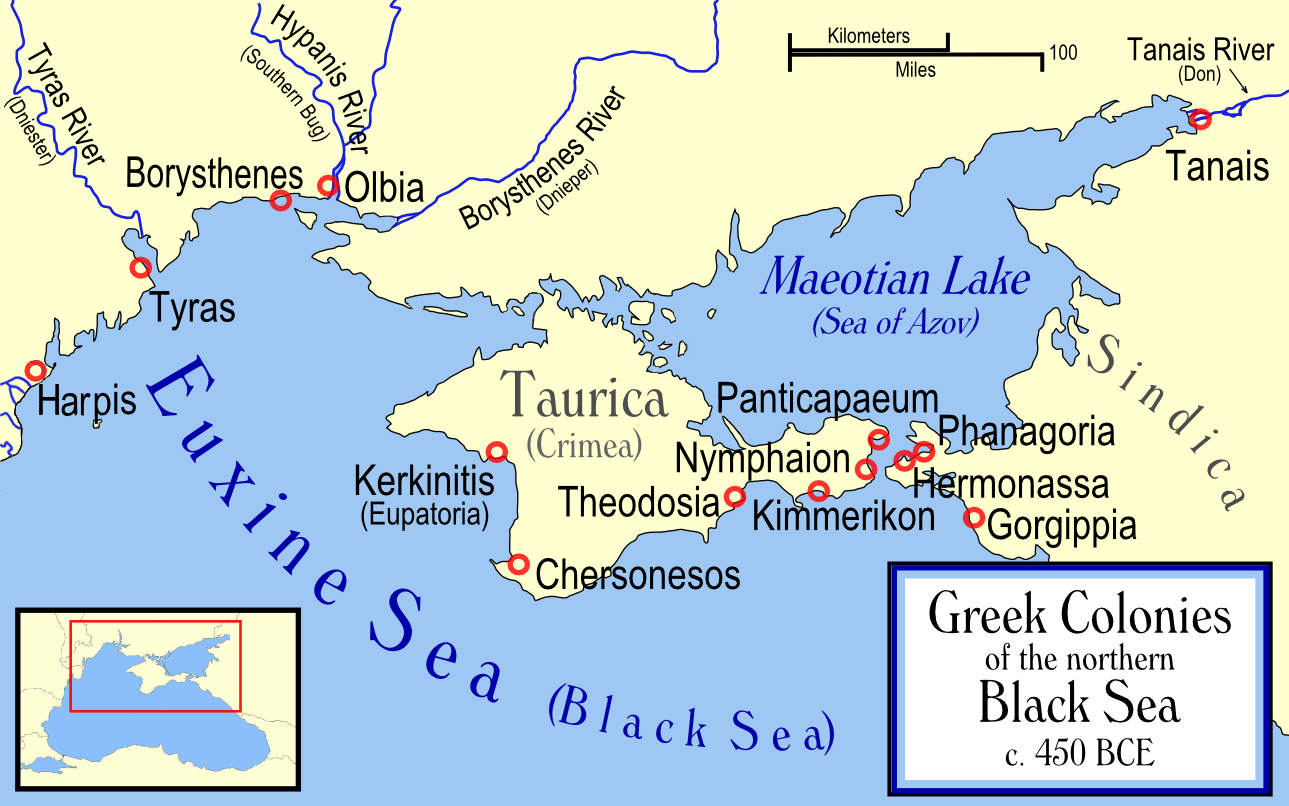
Річка Танаїс і грецькі колонії

Танаїс (грец. Τάναϊς, латиніз. Tánaïs) — античне місто, розташоване у дельті Дону (Танаїса). 
Місто Танаїс заснували на початку ІІІ століття до н. е. вихідці з міста Мілета, що в Анатолії.
Було розташоване на ділянці біля сучасного хутора Недвигівка М'ясниковського району Ростовської області Російської Федерації.

## Населення, торгівля

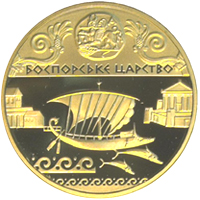
Монета НБУ присвячена Боспорському царству

Місто Танаїс — важливий для історії торговельний центр Боспорського царства (царство існувало протягом V ст. до н.е. — IV ст. н.е.).
Сусіднє хліборобське та кочове населення обмінювало в Танаїсі свої продукти та невільників на товари, привезені в місто морем з середземноморських країн, та за ковальські, ткацькі й ювелірні вироби та їжу мешканців Танаїса.
Населення Танаїса було мішане — з грецьких та сарматських елементів, що виявлялося у зразках своєрідного мистецтва.
Оточений подвійними мурами, Танаїс був також важливим оборонним містом Боспорського царства.

## Занепад
Зруйнований у середині III ст. герулами, германським племенем, що мандрувало за готами, Танаїс поступово занепав під ударами нових нападів азійських номадів і на початку V ст. перестав існувати.